# Форум на Августа Траяна
Античният форумен комплекс „Августа Траяна“ е археологически обект в централната част на град Стара Загора, България. Форумът на античния римски град Августа Траяна е разкрит след строителни работи в района на Съдебната палата в града.
Форумът се е намирал в югозападната укрепена част на римския град, средище на социално-политическия, икономически и културен живот на града и важно място за обсъждане на общоградските проблеми.
Античният форумен комплекс включва:
- западната порта на Августа Траяна;
- части от двете крепостни стени на античния и средновековен град;
- крайградския ров;
- площадно пространство с постамент за императорска конна статуя;
- амфитеатрален аудиториум;
- трасето на decumanus maximus (една от главните улици на античния град с посока изток-запад);
- южната фасада на градските терми.

Площадът е полукръгъл със запазен постамент на императорска статуя. На север от него е разположен Амфитеатрален Аудиториум с девет реда каменни седалки. В горната си част е увенчан с арковидно оформена колонада. Зад него е разкрита южната фасада на Градските терми, строени в средата на II век върху площ от 7 дка.
На запад комплексът е ограничен от крепостните стени на града: вътрешна построена в края на II век (възстановена и удебелена през IV век) и външна, строена в края на V – началото на VI век. Западната порта е широка 4,20 м и има три врати – две катаракти и една двукрила. През 2021 г. археолози съобщават, че е открита и дълго търсената източна порта на крепостта.
На 5 октомври 1996 г. за пръв път се провежда концерт на Форума – мултимедиен концерт с електронна музика „Сътворението на света“ на композитора Владимир Джамбазов. Приходите са предоставени на Регионалния археологически музей за възстановяване на Форума. През 1998 г. световната оперна прима Гена Димитрова дарява хонорара си от гостуване в Операта в Стара Загора за реставрация и и адаптация на форума, същата година общината предоставя 40 000 лв за възстановяване, а Министерството на културата – още 10 000 лв за същата цел. Реставрацията продължава до 2014 година.
Днес при античния форум е изградена трибуна за зрители и форумът се използва за сцена за редица оперни, театрални, балетни и фестивални прояви. Тук са поставяни „Кармен“, „Аида“, „Атила“, „Хубавата Елена“, „Набуко“, повечето заснети за БНТ.